# Herne il Cacciatore

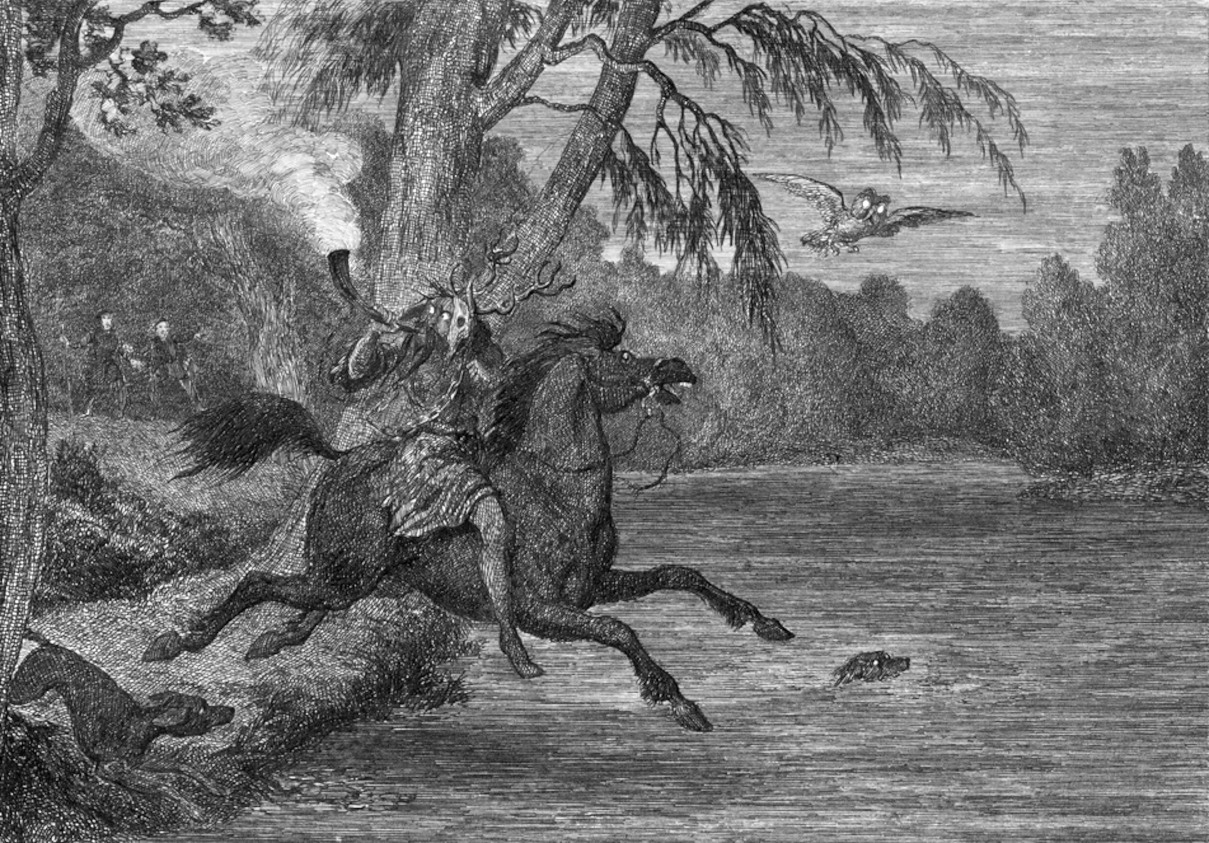
Herne col suo destriero, bracca un gufo, osservato dal Duca di Richmond e dal Duca di Surrey, nel Castello di Windsor di William Harrison Ainsworth, illustrato da George Cruikshank (1843 circa)

Herne il Cacciatore è un personaggio immaginario del folklore inglese; è un cavaliere fantasma nella zona della foresta di Windsor nella contea di Berkshire. Sulla testa ha le corna di un cervo.
La prima citazione letteraria è di William Shakespeare ne Le allegre comari di Windsor.
Ci sono numerose teorie che tentano di far risalire le origini di Herne ad una divinità pagana. Una teoria sostiene che derivi dal dio anglosassone Woden. Un'altra teoria afferma che è basato sul dio celtico Cernunnos.

## Leggenda
Si dice che Herne fosse un cacciatore di re Riccardo II (1377-1399) nella Foresta di Windsor. Per salvare la vita del re dall'attacco di un cervo bianco, riportò una ferita mortale. Un mago del luogo lo guarì, ma gli mise sulla testa le corna dell'animale morto. In cambio Herne dovette rinunciare alle sue abilità di cacciatore. Gli altri cacciatori del re lo definirono un ladro. Di conseguenza perse il favore del re. Il giorno dopo fu trovato impiccato ad una quercia. Questa quercia è ad Home Park nel Castello di Windsor.

## Caratterizzazione
Il fantasma di Herne appare con le corna di cervo, a volte sotto la Quercia di Herne, ma più spesso mentre cavalca accompagnato da altri cacciatori selvaggi e dalle anime catturate di chi ha incontrato nel suo viaggio. Le sue apparizioni sono infauste, specialmente per il paese e la famiglia reale. Ha un bagliore fosforescente ed è accompagnato da cani demoniaci, una civetta cornuta e altre creatura della foresta.

## Quercia di Herne
Per molti anni la presunta localizzazione della Quercia di Herne è stata una questione di speculazioni e controversie locali. Alcune mappe dell'Ordinance Survey mostrano la quercia a nord di Frogmore House a Home Park, adiacente al Windosor Great Park. In genere si pensa che sia questo il sito in cui la quercia del tempi di Shakespeare fu abbattuta nel 1796. La regina Vittoria ne piantò un'altra in un sito differente, ma una tempesta la abbatté nel 1863 e dal legno furono scolpiti vari ricordi, tra cui uno stipo per la regina. Re Edoardo VII piantò l'attuale Quercia di Herne nel 1906.

## Etimologia
Il nome Herne deriva dall'antico inglese hyrne o herne, "corno" o "angolo".

## Origini
Varie teorie sono state proposte per le origini della figura di Herne.
La Storia del Diavolo - Herne, il Dio cornuto dell'Ovest di R. Lowe suggerisce che Herne possa essere la versione in antico inglese del dio celtico Cernunnos. Herne è una figura localizzata che non si trova al di fuori del Berkshire e nelle regioni coperte un tempo dalla Foresta di Windsor. Al contrario prove del culto di Cernunnos sono state trovate solo nella regione di Parigi.
Nel Medioevo la Foresta di Windsor fu occupata dai pagani Angli che adoravano tra i loro dèi Woden, raffigurato con corna. Woden cavalca attraverso il cielo notturno con la Caccia selvaggia e si era impiccato ad una quercia per imparare il magico alfabeto runico. Non è improbabile che Herne derivi da Herian, un soprannome di Woden come capo degli uccisi (in norreno Einherjar) e della Caccia Selvaggia. Un'altra figura associata alla Caccia Selvaggia era re Herla, una figura che si diceva essere Woden ma poi adattata come un re britannico, che si ricollega ad Herian e probabilmente a Herne.
Un'altra teoria afferma che Herne è collegato ad un certo Richiard Horne, uno yeoman durante il regno di Enrico VIII che fu sorpreso a cacciare di frodo nella foresta.

## Letteratura
- Naoki Urasawa, nel manga Pluto, caratterizza l'antagonista dell'opera ispirandosi ai tratti di Herne, e in particolare, le corna, che vengono raffigurate anche nella maggior parte degli omicidi che avvengono nell'arco narrativo.
- Carlo Prospers Defranceschi scrisse un libretto per Antonio Salieri in cui cita Herne.
- William Harrison Ainsworth rese popolare Herne facendolo apparire nel suo romanzo Il Castello di Windsor.
- Arrigo Boito compose un libretto per il Falstaff di Giuseppe Verdi prendendo spunto da Le allegre comari di Windsor e l'Enrico IV di Shakespeare. L'ultimo atto si svolge al chiaro di luna nel Windsor Great Park, dove Falstaff subisce uno scherzo da persone mascherate da spettri e da Cacciatore Nero, in cui si riconosce Herne il Cacciatore.
- Thomas Hardy cita Herne il Cacciatore come figura spaventosa della notte nel suo romanzo Jude l'oscuro.